# Löwitova vila (Nymburk)
Löwitova vila je funkcionalistická budova postavená roku 1931 v Nymburce podle projektu architekta Jana Šebánka. Nachází se v centru města v Komenského ulici. Vila je od roku 2005 chráněna jako kulturní památka České republiky.

## Historie
Moderní funkcionalistickou vilu s ordinací nechal vystavět přednosta plicní ošetřovny Československých státních drah v Nymburku MUDr. František Löwit. Projekt po něj roku 1930 vytvořil architekt Jan Šebánek. Ten byl také autorem interiéru. František Löwit v domě provozoval praxi do roku 1939. Za druhé světové války byl kvůli svému židovskému původu transportován do Terezína a později zemřel v koncentračním táboře Osvětim. Vila zůstala v majetku jeho potomků.

## Popis
Jedná se o nárožní dvoupatrovou funkcionalistickou stavbu. Vila má přísně pravoúhlé tvary, které narušuje pouze zaoblená nárožní terasa v přízemí a kruhové okno v prostoru schodiště. Je pro ni charakteristická kombinace omítaných ploch a detailů s nátěrem v pařížské modři.

## Výskyt v kultuře
Vila se objevila ve 30. dílu seriálu Šumná města – Šumný Nymburk.